# سانتا کروس د بئدو
سانتا کروس د بئدو (به اسپانیایی: Santa Cruz de Boedo) یک شهرستان در اسپانیا است که در استان پالنسیا واقع شده‌است.

## خصوصیات
سانتا کروس د بئدو ۲۵ کیلومترمربع مساحت و ۵۲ نفر جمعیت دارد.